# Frederick Thompson

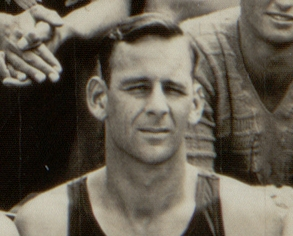
Frederick Thompson (1932)

Frederick „Fred“ Haughton Thompson (* 31. März 1908 in Christchurch; † 15. Dezember 1971 ebenda) war ein neuseeländischer Ruderer.
Thompson ruderte für den Avon Rowing Club in Christchurch. Bei den British Empire Games 1930 gewann er mit dem neuseeländischen Achter die Silbermedaille, acht Jahre später erkämpfte er mit dem Achter die Bronzemedaille bei den British Empire Games 1938. 
Bei den Olympischen Spielen 1932 in Los Angeles schied Thompson mit dem Achter im Hoffnungslauf aus. Zusammen mit Cyril Stiles trat Thompson in Los Angeles auch im Zweier ohne Steuermann an. Im Vorlauf belegten die beiden Neuseeländer mit drei Sekunden Rückstand den zweiten Platz hinter den Briten Lewis Clive und Hugh Edwards. Im Hoffnungslauf qualifizierten sie sich mit einem zweiten Platz hinter den Niederländern für das Finale. Auch im Finale, ihrem dritten Rennen, belegten die beiden Neuseeländer den zweiten Platz, wie im Vorlauf erreichten die beiden Briten als Erste das Ziel. Die Silbermedaille war die zweite olympische Ruder-Medaille für Neuseeland nach der Bronzemedaille im Einer 1920 für Darcy Hadfield. Erst 1968 gewannen neuseeländische Ruderer wieder eine olympische Medaille.
Thompson arbeitete zuerst in einer Gerberei. Nachdem er bei einem Arbeitsunfall einen Arm verloren hatte, war er als Gemüsehändler tätig. Daneben war in seinem Heimatverein als Trainer aktiv. 